# 市原市立市東第二小学校
市原市立市東第二小学校（いちはらしりつ しとうだいにしょうがっこう）は、千葉県市原市高倉にかつて存在した公立小学校。通称は二小（にしょう）、市東二小（しとうにしょう）。2017年（平成29年）3月31日をもって閉校した。

## 概要
市原市北東部の市津地区に位置する。大正時代に開校した歴史のある小学校で、2012年（平成24年）に開校100周年を迎えた。児童数の減少により2017年（平成29年）3月31日をもって閉校し、翌日より市原市立市東第一小学校に統合されている。

## 沿革

### 概歴

#### 大正小学校 - 市東小学校第二校舎
1912年（大正元年）に金剛地小学校と奈良小学校を統合して大正尋常小学校として開校したのが始まりである。1927年（昭和2年）に高等科を設置して大正尋常高等小学校と改称する。1940年（昭和15年）に三成尋常小学校と大正尋常小学校が併合して市東尋常高等小学校に改称し、旧三成小学校の敷地を第一校舎、旧大正尋常小学校の敷地を第二校舎とした。翌1941年（昭和16年）には市東国民学校となっている。戦後の1947年（昭和22年）に市東村立市東小学校となった。

#### 市東第二小学校
1949年（昭和24年）に、市東小学校第一校舎は市東村立市東第一小学校となり、第二校舎は市東村立市東第二小学校となった。その後、1954年（昭和29年）に市津村立市東第二小学校、1961年（昭和36年）に市津町立市東第二小学校、1963年（昭和38年）に現校名である市原市立市東第二小学校に改称している。1992年（平成4年）には創立80周年を記念し敷地内に記念植樹を行った。2017年（平成29年）に児童数減少のため、市原市立市東第一小学校と併合している。

### 年表
学校の年表は以下の通りである。
- 1912年（大正元年）12月1日 - 大正尋常小学校として開校。
- 1927年（昭和2年）4月1日 - 高等科設置。
- 1940年（昭和15年）4月1日 - 市東尋常高等小学校第二校舎に改称。
- 1941年（昭和16年）4月1日 - 市東国民学校第二校舎に改称。
- 1947年（昭和22年）4月1日 - 市東村立市東小学校第二校舎に改称。
- 1949年（昭和24年）4月1日 - 市東村立市東第二小学校に改称。
- 1954年（昭和29年）2月11日 - 市津村立市東第二小学校に改称。
- 1961年（昭和36年）4月1日 - 市津町立市東第二小学校に改称。
- 1963年（昭和38年）5月1日 - 市原市立市等第二小学校に改称。
- 1966年（昭和41年）4月27日 - RC造の新校舎完成。
- 1968年（昭和43年）3月2日 - 給食室完成。
- 1976年（昭和51年）4月1日 - 給食室を学校給食共同調理場に改称。
- 1979年（昭和54年）3月3日 - 体育館完成。
- 1998年（平成10年）3月31日 - 市東給食センター廃止。
- 2000年（平成12年）11月 - 全国花いっぱいコンクール優秀賞受賞。
- 2001年（平成13年）11月 - 全国花いっぱいコンクール環境大臣賞受賞。
- 2017年（平成29年）3月31日 - 閉校。

### 研究指定
過去に文部科学省、千葉県教育委員会、市原市教育委員会から指定されたものの一覧は以下の通りである。
- 1988年（昭和63年） - 市原市学力向上指定校
- 1994年（平成5年） - 市原市福祉教育研究指定校

## 校則

### 校歌
校歌の情報は以下の通りである。
- 作詞：杉田輝一
- 作曲：松平朗

## 施設

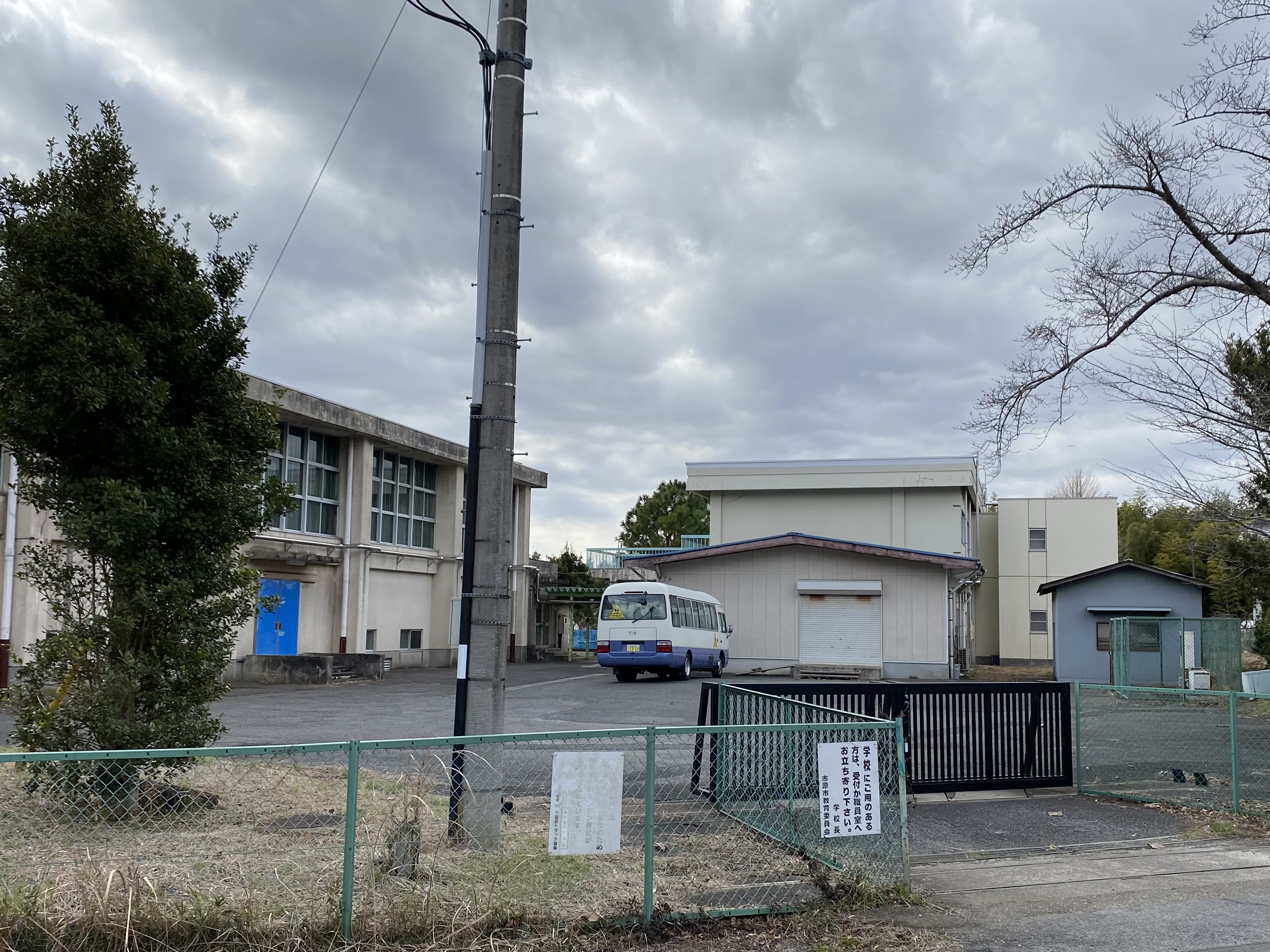
校舎東側・体育館

### 敷地
敷地の詳細は以下の通りである。
| 所在地     | 〒290-0161             |
| 所在地     | 千葉県市原市高倉1番地1 |
| 所有者     | 市原市                 |
| 敷地面積   | 11,439m2               |
| 用途地域   | 指定なし               |
| 指定建蔽率 | 60%                    |
| 指定容積率 | 100%                   |
| 取得価格   | 不明                   |

### 建物
敷地内の建物は以下の通りである。
| 棟番号 | 棟名称     | 構造 | 階数        | 延床面積   | 建築年 | 耐震   | 耐震       | Is値 | 備考 |
| ------ | ---------- | ---- | ----------- | ---------- | ------ | ------ | ---------- | ---- | ---- |
| 001    | 校舎-1     | RC造 | 地上2階建て | 1,360.00m2 | 1965年 | 旧基準 | 耐震工事済 | 不明 |      |
| 002    | 体育館     | RC造 | 地上1階建て | 602.00m2   | 1979年 | 旧基準 | 耐震工事済 | 不明 |      |
| 003    | 校舎-2     | RC造 | 地上2階建て | 266.00m2   | 1990年 | 新基準 | 耐震性あり | 不明 |      |
| 004    | 校舎・便所 | RC造 | 地上2階建て | 77.00m2    | 2014年 | 新基準 | 耐震性あり | 不明 |      |

## 規模
2016年（平成28年）5月1日現在の学校規模は以下の通りである。
| 児童数       | 20名      |
| 学級数       | 3学級     |
| 通学区域面積 | 約12km2   |
| 通学区域人口 | 約2,000人 |

## 通学区域
廃校したため2022年（令和4年）4月1日現在、通学区域に指定している町丁字とその範囲はないが、廃校前の2017年（平成29年）3月31日には以下の町丁字とその範囲を通学区域に指定していた。
- 高倉
- 東国吉
- 金剛地
- 奈良
- 古都辺
- 山之郷飛地

## 通学区域内施設
通学区域内の主な施設は以下の通りである。
- 市原市立市東中学校
- 市原警察署東国吉駐在所

## 中学校区
- 市原市立市東中学校

## 隣接小学校区
- 市原市立市東第一小学校
- 市原市立湿津小学校
- 千葉市立大椎小学校
- 茂原市立新治小学校
- 長柄町立長柄小学校

## アクセス
- 千葉中央バス
  - 「浄水場入口」から徒歩30分
  - 「大椎町南」から徒歩40分